# کورینث، شهرستان برادلی، آرکانزاس
کورینث (به انگلیسی: Corinth) یک منطقهٔ مسکونی در ایالات متحده آمریکا است که در شهرستان برادلی، آرکانزاس واقع شده‌است. کورینث ۳۵٫۰۵ متر بالاتر از سطح دریا واقع شده‌است.